# Реджана (футбольний клуб)
Це стаття про клуб A. C. Reggiana 1919 з міста Реджо-нель-Емілія. Про клуб Reggina Calcio з Реджо-ді-Калабрія див. «Реджина».
«Реджана 1919» (італ. A.C. Reggiana 1919) — італійський футбольний клуб з міста Реджо-нель-Емілія. Виступає в Серії С — третій за силою лізі Італії. Клуб заснований в 1919 році, відроджений у 2005 році.

## Історія
Засновником клубу прийнято вважати Северіно Таддея, який вибрав гранатовий колір форми в честь іншої італійської команди — «Торіно», за яку раніше виступав. У перші роки свого існування Реджана зазвичай перебувала між першим і другим дивізіоном чемпіонату Італії, але були у клубу в ті роки і свої кумири, зокрема, Феліче Романо, який викликався під прапори збірної Італії-B і досі є єдиним збірником в історії клубу.
Сучасна історія «Реджани» починається вже в післявоєнні роки, коли команда стала твердим середняком Серії В, і навіть кілька разів брала участь в перехідних матчах на вихід в Серію А, але завжди в них програвала. У середині 1950-х років, "Реджана" була відправлена в Серію IV, за нібито неспортивну поведінку в матчі з «Пармою», але через три роки повернулася в Серію В.
У 1960-1970-ті роки команда також залишалася середняком Серії В, як і раніше, іноді беручи участь в перехідних матчах, але незмінно їх програючи.
Найзнаменитіший період в історії клубу почався наприкінці 1980-х, клуб, в якому грали Фабріціо Раванеллі, Клаудіо Таффарел, Паулу Футре, Лука Буччи та інші у 1993 році став переможцем Серії В і вийшов, нарешті, вищий італійський елітний дивізіон — Серію А. І утрималася там, дивом зайнявши 13-е місце, завойоване виграшем у самого «Мілана» на Сан-Сіро 1 травня 1994 року. Але вже в сезоні 1994/95 клуб посів лише передостаннє місце і знову відправився в Серію В. Влітку 1995 року в "Реджану" прийшов молодий італійський тренер Карло Анчелотті, який знову вивів клуб у Серію А, головними творцями цього успіху стали Марко Баллотта на воротах, Анжело Грегуччі захисту та Ігор Сімутенков в нападі. Але клуб не зміг втриматися в Серії А і знову вилетів у другий дивізіон. Сезон 1996/97, в якому перші десять турів потренувати команду встиг румун Мірча Луческу, став останнім для клубу в Серії А, а через три роки взагалі вилетів у Серію С1.
13 липня 2005 року в команді вибухнув скандал, який призвів до виникнення у клубу боргів на суму близько 80 млн євро. Клуб змінює свою назву і знову заявляється в чемпіонат Італії під назвою Реджо Емілія (італ. Reggio Emilia Football Club), а через деякий час, силами вболівальників і промисловців міста, клуб купив торговельну марку та історію команди за 200 000 євро.Ця команда почала з Серії С2, дуже швидко піднялася в Серію С1, потім перейменовану в Легу Про, а ще пізніше в Серію С.

## Досягнення
- Переможець Серії B: 1992-93
- Переможець Серії C: 1939-40 (Група B), 1957-58, 1963-64 (Група A); 1970-71 (Група A)
- Переможець Серії C1: 1980-81 (Група A); 1988-89 (Група A)
- Переможець Серії C2: 2007-08 (Група B)